# Distance (film, 2001)
Pour les articles homonymes, voir Distance.
Pour plus de détails, voir Fiche technique et Distribution.
Distance (ディスタンス, Disutansu) est un film japonais réalisé par Hirokazu Kore-eda, sorti le 10 mai 2001.

## Synopsis
Trois ans après la disparition tragique et volontaire des membres d'une secte obscure, quatre amis, tous de la famille de victimes, se retrouvent le jour anniversaire de la tragédie sur les lieux même où celle-ci a commencé : un endroit paisible et reculé, une petite maisonnée coincée entre la forêt et l'eau reposante d'un lac. En chemin, ils croisent Sakata, un jeune homme qui appartenait à la secte… et qui l'a quittée juste avant le massacre. Le pèlerinage va alors prendre une tournure inattendue.

## Fiche technique
- Titre : Distance
- Réalisation : Hirokazu Kore-eda
- Scénario : Hirokazu Kore-eda
- Production : Masayuki Akieda, Akira Saito et Yutaka Shigenobu
- Musique : Inconnu
- Photographie : Yutaka Yamasaki
- Montage : Hirokazu Kore-eda
- Pays d'origine : Japon
- Langue : japonais
- Format : Couleurs - 1,85:1 - Dolby Digital - 35 mm
- Genre : Drame, thriller
- Durée : 132 minutes
- Dates de sortie : 10 mai 2001 (festival de Cannes), 26 mai 2001 (Japon), 27 février 2002 (France)

## Distribution
- Arata Iura : Atsushi
- Yūsuke Iseya : Masaru
- Susumu Terajima : Makoto
- Yui Natsukawa : Kiyoka
- Tadanobu Asano : Sakata
- Azusa : Azusa
- Ken'ichi Endō : Tamaki, le mari de Kiyoka
- Seminosuke Murasugi : Miyamura
- Baijaku Nakamura : détective Kikuma
- Ryō : Yûko
- Kanji Tsuda : le frère aîné de Masaru
- Yorie Yamashita : l'ex-femme de Makoto

## Distinctions
- Festival de Cannes 2001 : Sélection officielle, en compétition.